# 維園阿哥

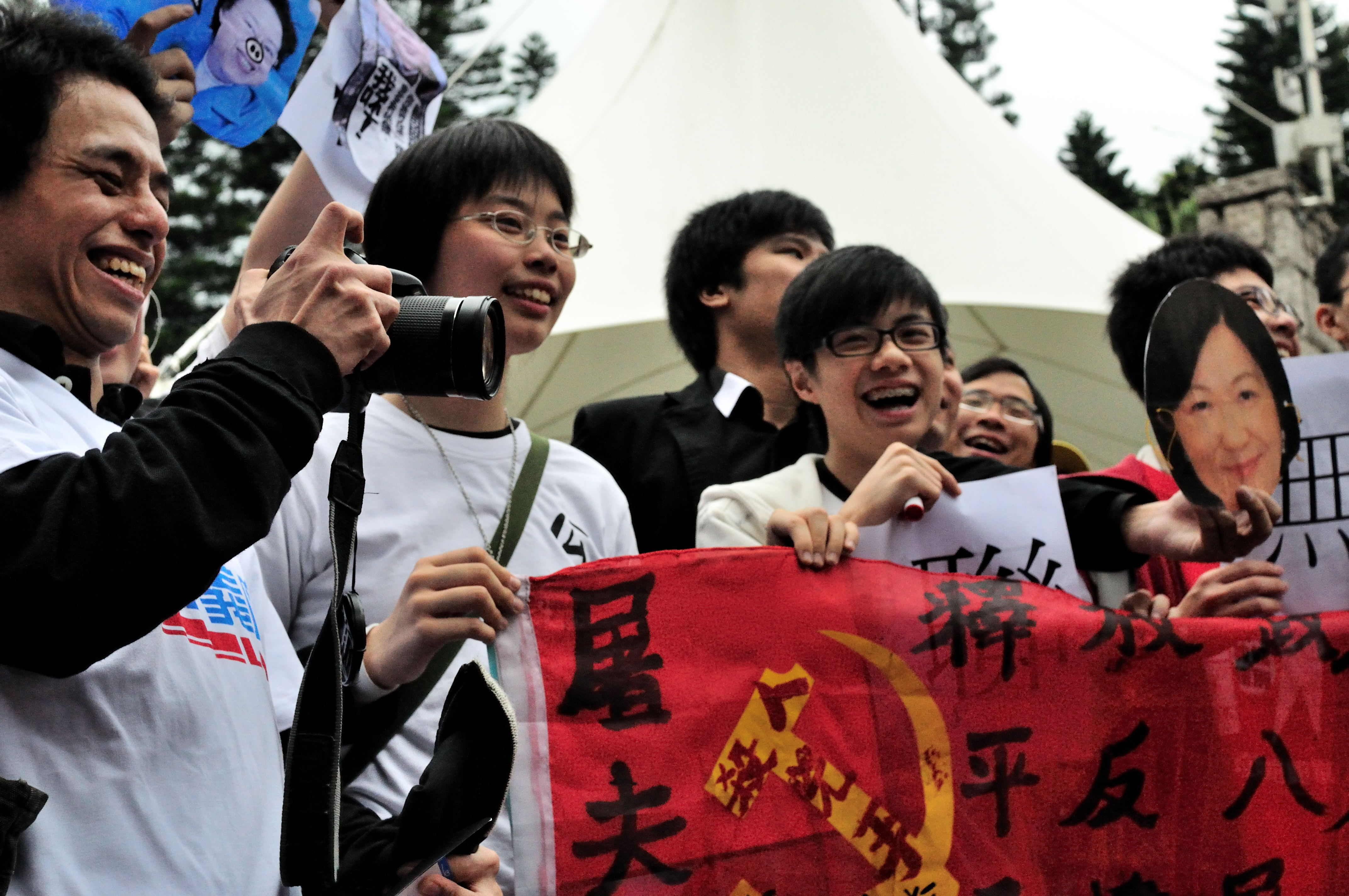
2010年至2011年，被稱為「維園阿哥」的年輕人，不滿政府施政，打破過往的沉默，曾為「城市論壇」帶來一股朝氣。

「維園阿哥」源自多年來香港電台所舉辦的政論節目《城市論壇》；該論壇逢週日多數會在香港銅鑼灣維多利亞公園進行並直播，討論中當民主派或其支持者在節目上發言時，常有一羣年長人士吶喊，及以粗言穢語咒罵，他們被統稱為「維園阿伯」，並已沿用多年。直至約2010年，觀眾席除了老伯和學生之外，多了一羣人士參與《城市論壇》，他們大部份為年輕人，於論壇會場上集結，踴躍發言，政治立場與維園阿伯相反，互相爭論，他們被統稱為「維園阿哥」，相傳這稱謂源自《城市論壇》監製兼主持謝志峰。但自從2011年區議會選舉後，該班年輕人沒有再參與直播節目，維園阿哥成為歷史。

## 立場
「維園阿哥」在《城市論壇》質詢台上親建制派講者和台下的「維園阿伯」，他們普遍支持及關注香港實現民主普選、及反對政府某些政策等，大部份政治取向與香港民主派相近。《城市論壇》監製兼主持人謝志峰說，自「維園阿哥」的出現，實增加了主持的難度，但對節目來說卻是「進步能量」，可以説是「活化了」《城市論壇》，因以往台下千篇一律都是阿伯。謝志峰不諱言，這班「維園阿哥」的出現反映近年一批年輕人不滿香港政制和政府施政的走向，要利用這個言論平台發聲。

## 成員

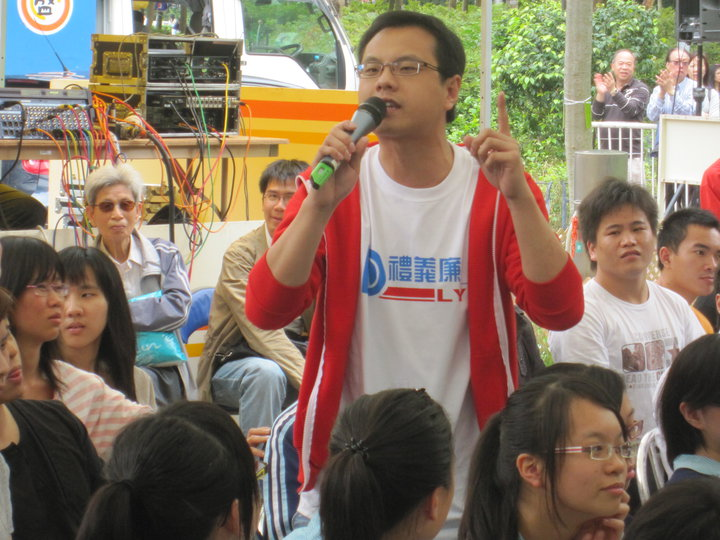
被稱為「維園阿哥」的成員之一任亮憲在《城市論壇》發言

「維園阿哥」活躍成員任亮憲說，大家都是自發，行動沒有組織，觀眾席大部分人互不認識，只在facebook有聯繫，核心支持者有幾十人。他們有的任職投資公司聯席董事及家庭醫生，有30多歲的土瓜灣舊樓關注組中堅，還有爭取最低工資的草根階層中年媽媽。

## 影響
港台錄得的最新數字顯示，「維園阿哥」出現即帶動節目網上點擊次數按月勁升逾11倍。「維園阿哥」反攻建制派。經過幾次被圍堵指罵後，建制派立法會議員曾聲稱不再出席該節目，而親中共人士全國政協委員劉夢熊表示一點都不怕。

## 評價
2010年，香港《大公報》、《文匯報》等親中共報章對「維園阿哥」的現象及其行為予以負面評價，《文匯報》有評論文章更表示「維園阿伯」的表現和呼叫情有可原，文章認為「維園阿伯」年紀大，少文化，表達能力差，只能以簡單叫聲來表達訴求，對會場論壇沒有造成任何的影響及干擾任何的參與人士，而「維園阿哥」的出現及所為，動作和語言相當火爆，意在挑釁搞事，作為主辦和製作《城市論壇》節目的港台有關負責人應作檢討。
香港經濟日報刊登林輝一文，指過去十多年，城市論壇一直被「維園阿伯」們盤踞，泛民主派每次均被大聲侮辱，甚至近乎被暴力招呼，但卻從不見建制派議員或親中共報紙以今天的邏輯為其仗義執言。如今「維園阿哥」成功搶灘還不到三個月，觀乎建制派議員及親中共報紙的反應，輸打贏要，其胸襟實在與身份不相稱。即使不喜歡「維園阿哥」，但也無法否認他們發表的意見比「維園阿伯」們更有邏輯、更動聽，也使節目的可觀性大大提高。
《城市論壇》監製兼主持謝志峰表示，「維園阿哥」反映香港青年對香港特區的政治制度和政府施政的不滿，要借直播的節目發表意見。黃毓民套用政府的用語，這班年輕人「活化了」城市論壇，他説：「你（維園阿伯）可以，我們為何不可以？」建制派立法會議員表示不滿「維園阿哥」的行為，於2010年4月14日表示將杯葛出席城市論壇節目。民建聯劉江華則認為香港是多元社會，能容納「維園阿伯」，也能容許「維園阿哥」發聲，「最重要是互相尊重」。

## 反方
《城市論壇》討論中，當民主派或其支持者在節目上發言時，常有一班人士於場內、場外大肆喧嘩以作騷擾，大叫漢奸走狗及粗言穢語，話語邏輯難明。除了用擴音器，也試過圍堵港台接載嘉賓的車輛，用手杖打車身。因為他們以長者為主，所以被稱為「維園阿伯」。而每當香港親中共及親建制人士發起群眾運動，「維園阿伯」會在旁搖旗吶喊助威；而他們亦會嘗試破壞任何由民主派舉辦的活動（如七一遊行）。